# Wasserturm auf dem Nesselberg

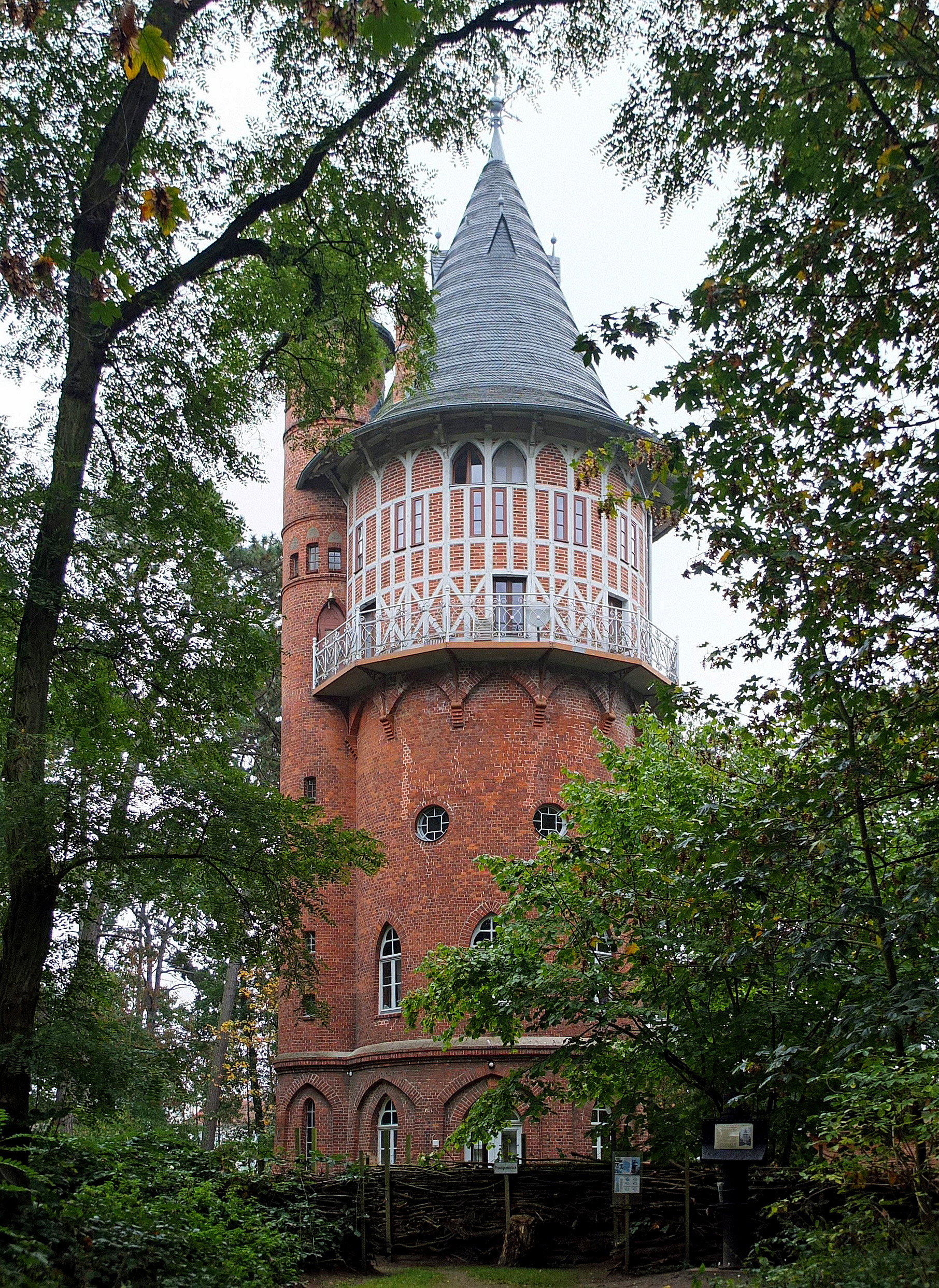
Wasserturm auf dem Nesselberg

Der stillgelegte Wasserturm auf dem Nesselberg steht in Waren (Müritz) im Landkreis Mecklenburgische Seenplatte in Mecklenburg-Vorpommern. Er steht seit 1978 unter Denkmalschutz (siehe auch Liste der Baudenkmale in Waren (Müritz)).

## Geschichte
Mit dem Bevölkerungswachstum Ende des 19. Jahrhunderts stieg der Wasserbedarf und die Trinkwasserbrunnen genügten nicht mehr. Am 13. Mai 1896 schloss man mit dem Bochumer Unternehmen Heinrich Scheven einen Kontrakt zur Erstellung eines Kanalisationsprojektes. Nach Prüfung der Grundwasserqualität beschloss man den Bau eines 35 Meter hohen Wasser- und Aussichtsturmes mit Plattform und Galerie auf dem Nesselberg und beauftragte Scheven mit der Ausführung. Wasserwerk und Wasserturm wurden am 1. November 1897 in Betrieb genommen.
Der Wasserturm, der einen etwa 14 Meter hohen massiven Unterbau besaß, enthielt einen schmiedeeisernen Behälter. Er befand sich etwa 280 m von der Pumpstation entfernt. Die von Dampfmaschinen getriebenen Pumpen förderten Wasser in acht Rohrbrunnen aus einer Tiefe von 12 Metern. Zu Beginn wurden 209 Hausanschlüsse mit Wasser versorgt. Das Wasser, das nicht sofort in dieses Stadtnetz eingespeist wurde, wurde in den Behälter des Wasserturms gepumpt.
Die Anlage, deren Baukosten mit 240.000 Mark veranschlagt gewesen waren, befand sich zunächst noch im Besitz von Heinrich Scheven. Obwohl er eine Betriebskonzession für 50 Jahre erhalten hatte, verkaufte er sie bereits im Jahr 1898 für 225.000 Mark an die Aktiengesellschaft Deutsche Wasserwerke in Berlin.
Am 11. Januar 1900 geriet die Holzkonstruktion des Turms durch ein glühendes Ofenrohr in der Wohnung unter dem Wassertank in Brand. Die Handpumpen der Feuerwehr reichten für die Löschwasserförderung in diese Höhe nicht aus, so dass der Turm niederbrannte. Dass ausgerechnet ein Wasserturm einem Brand zum Opfer fiel, gab Anlass zu spöttischen Kommentaren in der Presse. Auch eine Postkarte zu diesem Vorfall, basierend auf einer Skizze Ulrich Kählers, wurde gedruckt.
Der Turm wurde neu errichtet. Im Jahr 1919 verkaufte die Aktiengesellschaft das Wasserwerk für 500.000 Mark an die Stadt Waren. Die Dampfkolbenpumpen wurden von 1926 bis 1928 nach und nach durch Dieselmotoren ersetzt. Ab 1929/30 aber arbeitete man mit elektrisch betriebenen Kreiselpumpen.
Im Zweiten Weltkrieg schwer beschädigt, wurde der Wasserturm im Jahr 1953 wiederhergestellt und bis in die 1980er Jahre als Wasserspeicher genutzt. Nach dem Auszug des letzten Wärters, der den Turm bis in die 1990er Jahre bewohnt hatte, verfiel das Gebäude. In den Jahren 2001/02 ließ die Stadt Dach und Fachwerk sanieren. Nachdem mehrere Nutzungskonzepte für den Turm nicht in die Tat umgesetzt worden waren, verkaufte die Stadt Waren (Müritz) den Turm im Jahr 2008 an eine Genossenschaft, die den Turm für Ferienwohnungen umnutzen wollte. Von Oktober 2009 bis Juni 2011 wurden vier Ferienwohnungen in den Turm eingebaut.